# Akarui Mirai
Bright Future (アカルイミライ, Akarui Mirai) és una pel·lícula dramàtica japonesa del 2003 escrita, dirigida i editada per Kiyoshi Kurosawa, protagonitzada per Tadanobu Asano, Joe Odagiri i Tatsuya Fuji. Va ser inscrit al 56è Festival Internacional de Cinema de Canes.

## Argument
Yuji Nimura (Joe Odagiri) i Mamoru Arita (Tadanobu Asano) són dos treballadors de la fàbrica, que estan constantment irritats pel seu cap, Fujiwara (Takashi Sasano). Mamoru confia la seva medusa verinosa, que ha anat aclimatant a l'aigua dolça, a Nimura.
Nimura va a casa de Fujiwara una nit amb la intenció de fer mal a Fujiwara, només per descobrir que Mamoru ja l'ha assassinat a ell i a la seva dona. Mamoru és condemnat per l'assassinat, però se suïcida en el corredor de la mort, deixant a Nimura un missatge privat per "seguir endavant". Mentrestant, la medusa d'en Mamoru s'escapa del seu dipòsit i es reprodueix als cursos d'aigua de la ciutat.
El pare divorciat de Mamoru, Shinichiro (Tatsuya Fuji), acull a Nimura. Nimura ajuda amb el negoci de rescat d'electrònica de Shinichiro, però se'n va després que els dos discuteixen sobre el futur de Nimura.
Nimura agafa feina a l'oficina de la seva germana i més tard es troba amb una colla de joves. Ajuda al grup a accedir fora de l'horari laboral a l'oficina, que roben i vandalitzen. La policia arresta la banda però Nimura escapa.
Sense cap lloc on anar, Nimura busca refugi amb Shinichiro que el perdona, dient que es pot "quedar per sempre". Més tard, els dos veuen un gran banc de meduses en un riu, fent el seu camí cap al mar. Entusiasmat, Shinichiro s'endinsa al riu per veure la medusa i és picat, deixant-lo inconscient encara que no ferit greument.
El pla de seguiment final segueix la colla de joves mentre passegen amorosament pel carrer.

## Repartiment
- Joe Odagiri - Yûji Nimura
- Tadanobu Asano – Mamoru Arita
- Tatsuya Fuji - Shinichiro Arita
- Takashi Sasano – Sr. Fujiwara
- Marumi Shiraishi – Sra. Fujiwara
- Sayuri Oyamada
- Hanawa
- Ryo Kase
- Yoshiyuki Morishita
- Sakichi Sato
- Kenichi Matsuyama

## Recepció
Ed Gonzalez de Slant Magazine va donar a Bright Future 2 estrelles i mitja sobre 4. Manohla Dargis de The New York Times va donar una crítica favorable a la pel·lícula, dient: "Un dels plaers de les pel·lícules del Sr. Kurosawa és la casualitat amb què llança idees sobre la vida contemporània, l'estat de la família, el lloc de tecnologia, tot alhora que ens destrossa els nervis contínuament." Scott Tobias de The A.V. Club va sentir que la imatge de seguiment final de la pel·lícula és fascinant.